# Yoya Martínez
Yoya Martínez, seudónimo de Ofelia Martner Semblett (Santiago; 5 de enero de 1913 - ídem, 1 de febrero de 2009) fue una actriz chilena, conocida por su papel de la señora Hildita en la serie de televisión Los Venegas de TVN en donde trabajó durante 19 años.

## Biografía
Inició su carrera en la televisión en 1968 con la serie Incomunicados. Participó en la telenovela La madrastra y en la sección La familia Valverde del programa Sábado gigante.
Además de su carrera en TV, tuvo una amplia trayectoria en el teatro chileno, debutando en los escenarios en 1939, a los 27 años de edad.
En 2005 recibió el Premio APES a su aporte a la cultura de Chile.

## Fallecimiento
Yoya Martínez falleció a la edad de 96 años, en la madrugada del 1 de febrero de 2009, producto de un paro cardiorrespiratorio. Sus cenizas fueron arrojadas en la costa de Valparaíso.

## Filmografía

### Cine
- Yo vendo unos ojos negros (1948)
- El último galope (1951)
- El burócrata (1964)
- Gracia y el forastero (1974)
- Treinta años (2006)

### Televisión
| Teleseries | Teleseries                 | Teleseries               |
| Año        | Teleserie                  | Personaje                |
| ---------- | -------------------------- | ------------------------ |
| 1968       | Incomunicados              | Guillermina de Gutiérrez |
| 1968       | El loco Estero             | Angélica                 |
| 1969       | La Señora                  | Filomena                 |
| 1972       | J.J. Juez                  | Violeta                  |
| 1976       | Sol Tardío                 | Ruperta                  |
| 1975       | La pérgola de la flores    | Charo                    |
| 1977       | El secreto de Isabel       |                          |
| 1977       | La Colorina                | Caperucita               |
| 1979       | Sonata para violín y piano |                          |
| 1981       | La madrastra               | Viviana "La Muda"        |
| 1982       | La Señora                  | Raquel                   |
| 1982       | Celos (telenovela)         | Mamá de Yolanda Giordano |
| 1983       | La noche del cobarde       | Marta                    |
| 1985       | La trampa                  | Jannette                 |
| 1986       | La Villa                   | Juanita                  |
| 1987       | La última cruz             | Auristela                |
| 1989       | La intrusa                 | Nana                     |
| 1989-2009  | Los Venegas                | Señora Hildita           |
| 1996       | Marron Glace, el regreso   | Morín                    |
| 1997       | Rossabella                 | Coté                     |
| 1997       | Santiago City              | Tina                     |
| 1998       | Brigada Escorpión          | Vecina Candelaria        |
| 1999       | Fuera de control           | Elba de Duarte           |
| 1999       | Los Cárcamo                | Eugenia Cárcamo          |
| 2002       | La vida es una lotería     | Doña Esperanza           |
| 2004       | Geografía del deseo        | Madre de Marisa          |